# 悼皇后 (西魏)
郁久閭皇后（525年—540年），西魏文帝元寶炬第二任皇后，柔然可汗阿那瓌長女，柔然公主。

## 生平
郁久閭氏容顏豔美，端正有威儀，年幼時便有才智，大統初年，柔然進犯西魏邊境，元寶炬於大統四年（538年）向柔然迎娶公主，封為皇后，兩國結為秦晉之好。
元寶炬派扶風王元孚為使節前去迎親，當時柔然之俗以東方為貴，故一路上營帳席位都朝向東方。元孚請柔然公主面向南方，公主說：「我還沒見到魏主，所以仍然是柔然的女兒。你們魏國的隊伍面向南方，我自己面向東方就行了。」一番話說得元孚無以應答。
為了讓郁久閭氏主中宮之位，元寶炬將乙弗皇后廢位，並命她出家，遷徙遠地，郁久閭氏年時才十四歲，容顏才識俱獨秀於林，只是性情極妒，相当任性与狠毒，她对出家為尼的乙弗皇后仍不放心，必欲将其置于死地，方能彻底消除隐患，为此，她多次想杀害乙弗皇后，只是措施不足，未能得手，而元寶炬心中對乙弗氏仍有所掛念，引起郁久閭氏十分不滿，因此導致柔然於大統六年（540年）春天再次犯北，不得不迫使賜乙弗氏自盡。同年，郁久閭氏懷孕即將臨盆，住在瑤華殿，聽見狗吠之聲，心情很不愉快。又見到一名婦人盛裝打扮來到其居所，郁久閭氏問旁人此女何者，但眾人都沒看到有人出沒，於是時人認為她看見的是乙弗氏的冤魂。後來郁久閭氏因難產而死，孩子不知是男是女，死時十六歲，葬於少陵原。元寶炬死後，與之合葬永陵，諡為悼皇后。

## 延伸阅读
[在维基数据编辑]
 《北史/卷013》，出自李延壽《北史》